# MHL - Mobile High-Definition Link
Mobile High-Definition Link (MHL) este un standard industrial pentru interfața audio/video  a telefonului mobil care permite conectarea de smartphone-uri, tablete și alte dispozitive portabile electronice de consum  la televizoare de înaltă definiție (Hdtv) și audio receptoare. Standardul a fost conceput pentru  partajare prin conectori existenți pentru mobil , cum ar fi Micro-USB, și pentru a evita necesitatea de a adăuga conectori video suplimentari pe diferite dispozitive.
MHL conectează la dispozitive de afișare, fie direct prin intrări speciale HDMI care permit conectarea MHL-ul, sau indirect, prin intermediul standard de intrări HDMI folosind adaptoare MHL-HDMI. MHL a fost dezvoltată de un consorțiu de cinci companii: Nokia, Samsung, Silicon Image, Sony si Toshiba.

## Privire de ansamblu

Configurația pinilor pentru HDMI compatibil cu MHL Micro-USB.

## Conectori

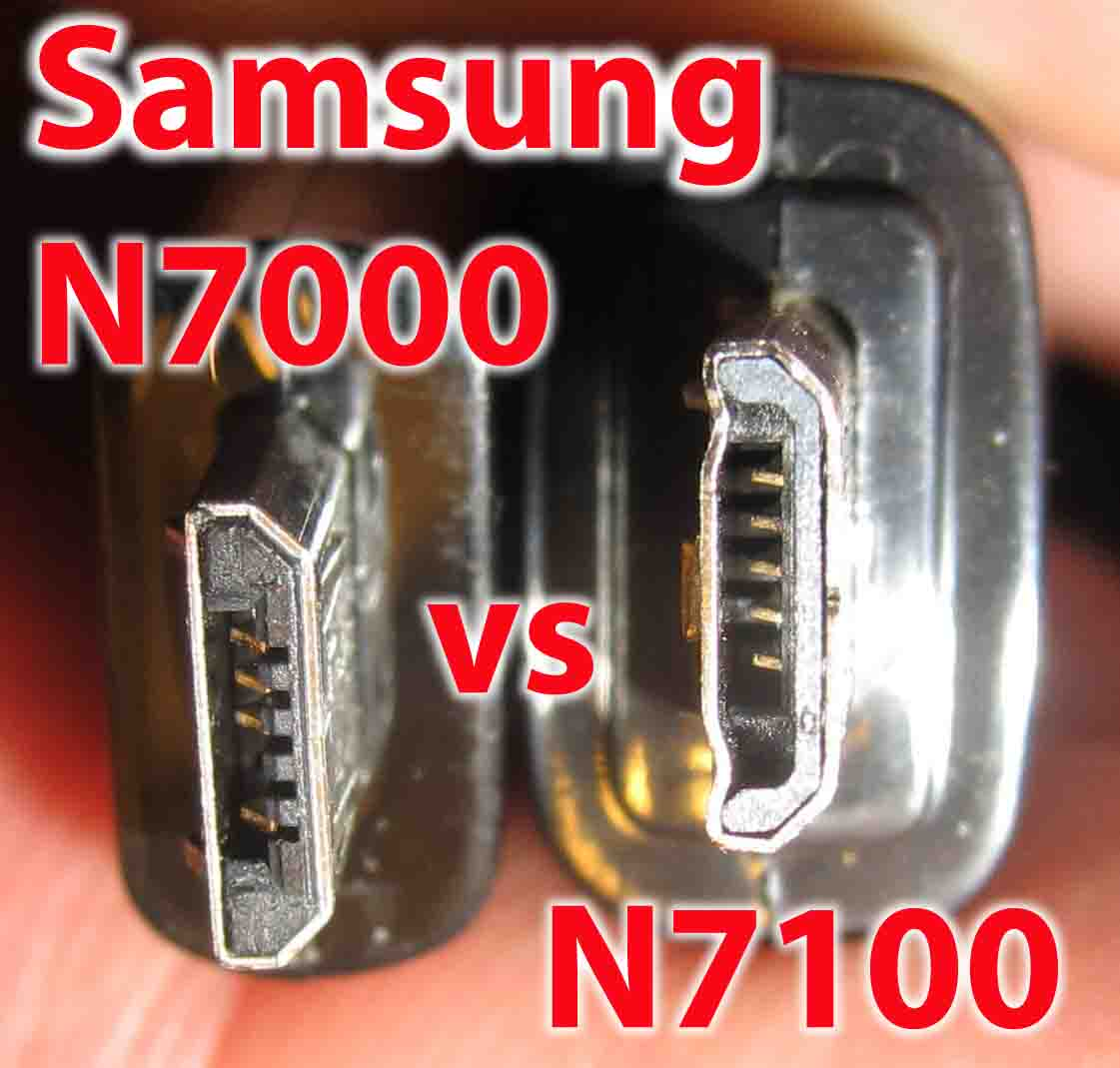
Nu toate micro USB 2.0 porturi sunt identice. Compara conectori originali pentru Galaxy Note cu Note II.

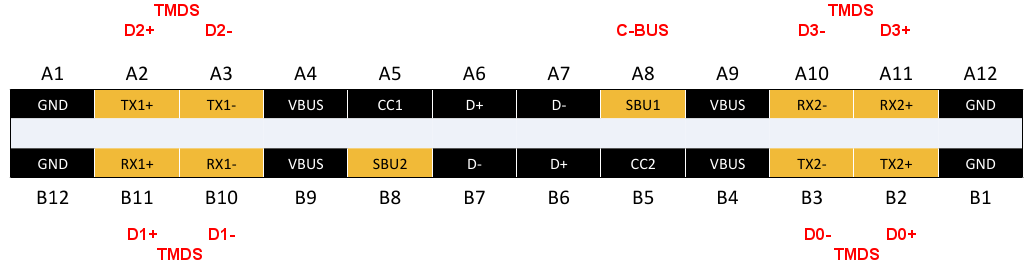
MHL Mod Alternativ de Tip USB-C pin-ul de cartografiere

## Legături externe
- Site web oficial
- Cum conectăm un smartphone la un TELEVIZOR prin MHL Arhivat în 24 aprilie 2017, la Wayback Machine.